# Эравикулам (национальный парк)
Эравикулам (малаялам: ഇരവികുളം ദേശീയോദ്യാനം) — национальный парк в индийском штате Керала. Расположен в Западных Гхатах, в округе Идукки, примерно в 148 км от Кочина и в 175 км от Коимбатура. Блихайший город — Муннар (около 13 км от парка). Площадь составляет 97 км². Самая высокая точка парка — гора Анай-Муди (2695 м), большая часть территории расположена на высоте около 2000 м над уровнем моря.

## Флора и фауна
В парке зафиксировано 26 видов млекопитающих, включая самую большую популяцию нилгирского тара (около 750 особей). Другие виды включают гаура, мунтжака, индийского замбара, обыкновенного шакала, камышового кота, красного волка, тигра, леопарда, индийского дикобраза, 2 вида мангустов и др.
Территория на высоте более 2000 м покрыта преимущественно травянистыми равнинами, в долинах преобладают леса, в скалистых областях представлены кустарники.